# 제2영동고속도로 (기업)
제이영동고속도로 주식회사(第二嶺東高速道路 株式會社)는 한화그룹 계열사로 광주원주고속도로를 건설하고 휴게소와 같은 제반시설을 관리·운영하는 대한민국의 기업이다. 2016년 11월 11일부터 광주원주고속도로를 30년간 관리운영한다.

## 주요 연혁
- 2007년 5월 2일: 회사 설립
- 2011년 11월 11일: 광주원주고속도로 전 구간 착공
- 2016년 11월 11일: 서원주 나들목을 제외한 광주원주고속도로 전 구간 준공 및 개통
- 2017년 2월 28일: 서원주 나들목 개통

## 같이 보기
- 광주원주고속도로